# Sheryl Johnson
Sheryl Ann Johnson (* 9. Dezember 1957 in Palo Alto, Kalifornien) ist eine ehemalige Hockey-Spielerin aus den Vereinigten Staaten. Sie gewann 1984 eine olympische Bronzemedaille.

## Karriere
Sheryl Johnson bestritt zwischen 1979 und 1991 insgesamt 137 Länderspiele für die Damen-Hockeynationalmannschaft der Vereinigten Staaten. 
Bei den Olympischen Spielen 1984 in Los Angeles trafen in der Gruppenphase alle sechs teilnehmenden Teams aufeinander. Es siegten die Niederländerinnen vor den Deutschen. Dahinter lagen die Mannschaft der Vereinigten Staaten, die Australierinnen und die Kanadierinnen punktgleich. Während die Kanadierinnen ein negatives Torverhältnis hatten, lagen auch hier das US-Team und die Australierinnen gleichauf. Die beiden Teams trugen deshalb 15 Minuten nach dem Ende des letzten Spiels ein Siebenmeterschießen um die Bronzemedaille aus, das die Amerikanerinnen mit 10:5 gewannen. Sheryl Johnson war dabei die erste Schützin ihrer Mannschaft und verwandelte.
1987 erreichte das US-Damenteam das Finale bei den Panamerikanischen Spielen in Indianapolis, dort siegten aber die Argentinierinnen. Bei den Olympischen Spielen 1988 in Seoul trafen die Mannschaften aus Argentinien und den Vereinigten Staaten im Spiel um den siebten Platz aufeinander und die Argentinierinnen gewannen nach Verlängerung.
Sheryl Johnson graduierte 1980 an der University of California, Berkeley und machte dann ihren Master in Erziehungswissenschaft an der Stanford University. Von 1984 bis 2002 war sie Trainerin des Hockeyteams in Stanford. Zeitweise war sie Vorstandsmitglied der US Field Hockey Association und dort für die Nationalmannschaft der Damen zuständig.